# Hornelen

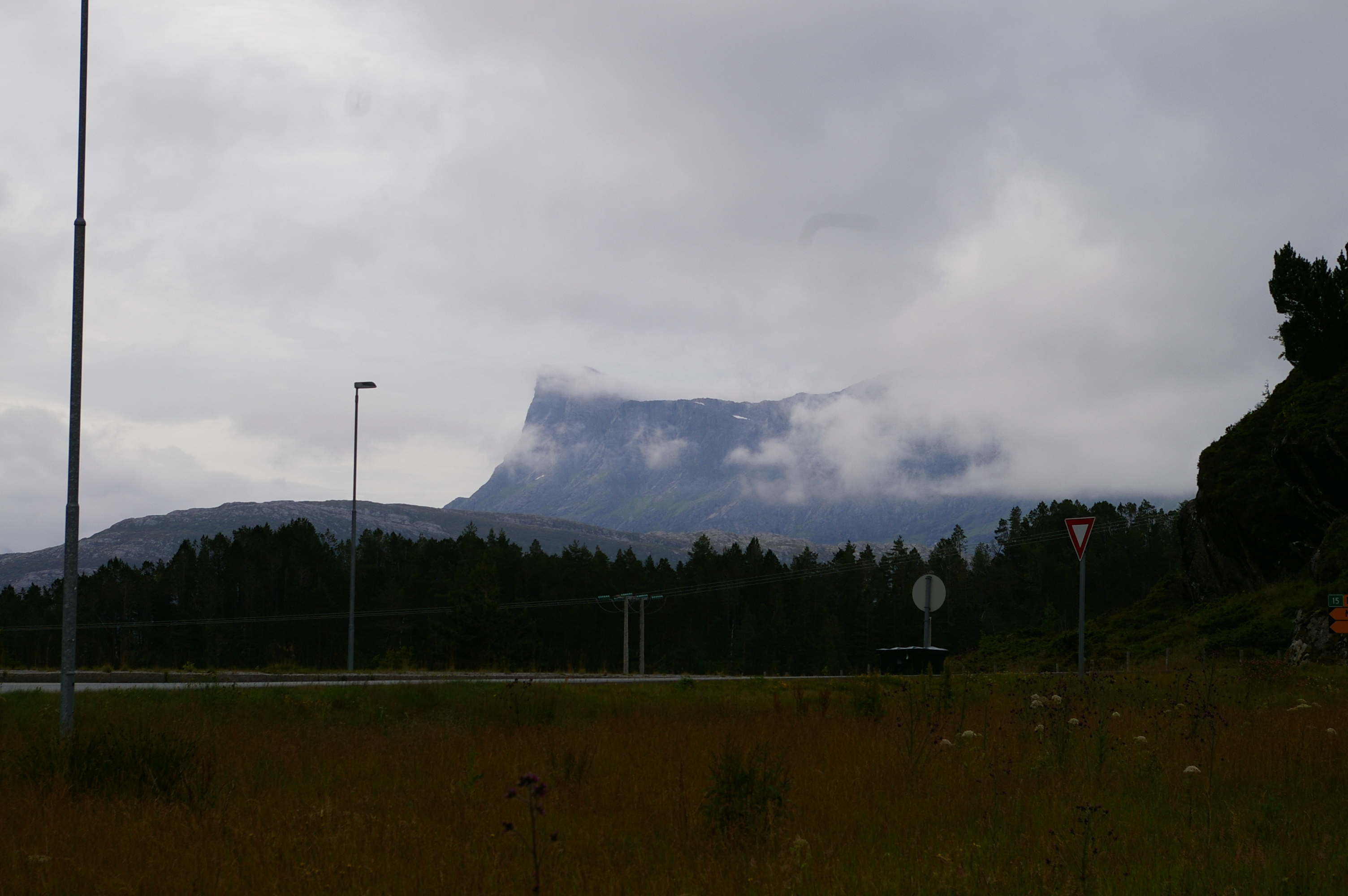
Hornelen sedd från Nordfjord

Hornelen är ett berg i  Bremangers kommun i Vestland fylke i västra Norge. Den ligger som en brant klippa vid havet vid insidan av ön Bremangerlandet, 860 meter över havet.
I Olav Tryggvasons saga kallas berget Smalsarhorn. Olav Tryggvason klättrade enligt sägnen upp till toppen och fäste sin sköld där. Vid ett annat tillfälle ska han ha burit ned en soldat i sin hird, som hade fastnat där uppe. Många sägner är knutna till berget, bland annat en som talar om det som  en samlingsplats för häxor, både på midsommarafton och på julafton.
Hornelen är ett centralt landmärke vid Yttre Nordfjord, och utnyttjades tidigare för navigation för förbiseglande fartyg.
Från Berlenäset är det omkring fyra timmars gångväg till toppen.
Hornelen består av sandsten från devontiden. Liknande rester av avsättningar finns också vid Fensfjorden, Solund, Kvamhesten och Håsteinen. Tillsammans utgör dessa geologiska fält Devonfälten på Vestlandet, en viktig del av Norges geologi.